# يوان كيه
يوان كيه (بالصينية: 袁珂) هو مؤرخ صيني، ولد في 1916، وتوفي في 2001.